# Sveriges ambassad i Islamabad
Sveriges ambassad i Islamabad är Sveriges diplomatiska beskickning i Pakistan som är belägen i landets huvudstad Islamabad. Beskickningen består av en ambassad, ett antal svenskar utsända av Utrikesdepartementet (UD) och lokalanställda. Ambassadör sedan 2024 är Alexandra Berg von Linde.

## Personal
Ambassaden består (2013) av en ambassadör, en förste ambassadsekreterare (politik/säkerhet/humanitärt/MR), en andre ambassadsekreterare (admin/handel/främjande), en tredje ambassadsekreterare (konsulärt/admin) samt två andre ambassadsekreterare (migration). En försvarsattaché finns vid ambassaden från den 1 augusti 2008. Sedan maj 2010 finns även en säkerhetskoordinator placerad vid ambassaden. Ambassaden har nitton lokalanställda medarbetare. Honorära generalkonsulat finns i Karachi och Lahore.

## Ambassadanläggning
Den svenska ambassaden ligger i ett inhyrt kontor och personalen bor i hyrt residens. Med anledning av det försämrade säkerhetsläget vill pakistanska myndigheter att ambassaderna ska vara samlade. 1962 förvärvade svenska staten en tomt på 8026 km² i Islamabads diplomatiska enklav. Tomträtten är på 90 år. Sedan 1987 har Statens fastighetsverk (SFV) hyrt ut tomten i andra hand till British High Commission som använt den till parkeringsplats. Då säkerhetsläget i stadens övriga delar har försämrats är Sverige därför angelägna om att ta tomten i de diplomatiska kvarteren i bruk. I november 2009 fick SFV i uppdrag av regeringen att genomföra program och projektering för en svensk ambassadanläggning med ambassadkansli, ambassadörsresidens och personalbostäder på den befintliga tomten. År 2012 fick SFV i uppdrag av regeringen att gå vidare med planer på att bygga en svensk ambassadanläggning på denna tomt. Under våren 2013 var SFV och den svenske arkitekten på plats för träffa den lokale arkitekten.

## Beskickningschefer
| Namn                     | Period    | Funktion   | Sidoackreditering                           | Placering              |
| ------------------------ | --------- | ---------- | ------------------------------------------- | ---------------------- |
| Harry Eriksson           | 1949–1951 | Envoyé     | Sidoackrediterad från ambassaden i Teheran. |                        |
| Gunnar Jarring           | 1951–1952 | Envoyé     | Sidoackrediterad från ambassaden i Teheran. |                        |
| Ragnvald Bagge           | 1953–1956 | Envoyé     | Sidoackrediterad från ambassaden i Teheran. |                        |
| Gösta Brunnström         | 1956–1956 | Envoyé     |                                             | Karachi                |
| Gösta Brunnström         | 1956–1960 | Ambassadör |                                             | Karachi                |
| Hugo Ärnfast             | 1960–1964 | Ambassadör |                                             | Karachi                |
| Lennart Finnmark         | 1964–1969 | Ambassadör |                                             | Rawalpindi och Karachi |
| Bengt Odhner             | 1969–1973 | Ambassadör |                                             | Rawalpindi             |
| Rune Nyström             | 1973–1977 | Ambassadör |                                             |                        |
| Bengt Rösiö              | 1977–1979 | Ambassadör | Sidoackrediterad till Malé.                 |                        |
| Carl-Johan Groth         | 1979–1983 | Ambassadör | Sidoackrediterad till Malé.                 |                        |
| Sten Strömholm           | 1983–1985 | Ambassadör | Sidoackrediterad till Malé.                 |                        |
| Gunnar Hultner           | 1985–1990 | Ambassadör | Sidoackrediterad till Malé (från 1986).     |                        |
| Ian Paulsson             | 1990–1995 | Ambassadör | Sidoackrediterad till Malé.                 |                        |
| Nils Rosenberg           | 1995–1999 | Ambassadör |                                             |                        |
| Peter Tejler             | 1999–2003 | Ambassadör | Sidoackrediterad till Kabul.                |                        |
| Ann Wilkens              | 2003–2007 | Ambassadör | Sidoackrediterad till Kabul.                |                        |
| Anna-Karin Eneström      | 2007–2009 | Ambassadör | Sidoackrediterad till Kabul (till 2008).    |                        |
| Ulrika Sundberg          | 2009–2011 | Ambassadör |                                             |                        |
| Lars-Hjalmar Wide        | 2011–2013 | Ambassadör |                                             |                        |
| Tomas Rosander           | 2013–2016 | Ambassadör |                                             |                        |
| Ingrid Johansson         | 2016–2020 | Ambassadör |                                             |                        |
| Henrik Persson           | 2020–2024 | Ambassadör |                                             |                        |
| Alexandra Berg von Linde | 2024–idag | Ambassadör |                                             |                        |